# Lutz Danneberg
Lutz Danneberg (* 22. November 1951) ist ein deutscher Literaturwissenschaftler und emeritierter Professor am Institut für deutsche Literatur an der Humboldt-Universität zu Berlin.

## Leben
Danneberg studierte ab 1973 Mathematik, Soziologie und Germanistik in Hamburg und Göttingen. Nachdem er in Hamburg das Diplom erlangt hatte, absolvierte er ein Studium der Philosophie und Literaturwissenschaft. 1980/1981 studierte er an der University of Pittsburgh, wo die Philosophen Nicholas Rescher und Adolf Grünbaum zu seinen akademischen Lehrern gehörten. 1987 promovierte er in Hamburg in Philosophie. Danach lehrte er an der Universität Bern, wo er sich 1991 sowohl für Philosophie als auch für Literaturwissenschaft habilitierte (seine Habilitationsschrift Hermeneutiken wurde 2018 veröffentlicht). Er übernahm eine Lehrstuhlvertretung an der Universität Rostock und folgte anschließend im Jahr 1992 dem Ruf an die Humboldt-Universität zu Berlin, wo er bis zur Emeritierung im März 2017 als Professor für Methodologie und Geschichte der Hermeneutik und Germanistik lehrte.
Seine Schwerpunkte liegen u. a. in der Geschichte der Literaturwissenschaft, Hermeneutik und Epistemologie. Er arbeitete insbesondere intensiv über Hans Reichenbach und die Berliner Gruppe.
Er ist verheiratet und hat zwei Kinder.

## Schriften
- „Methodologien. Struktur, Aufbau und Evaluation.“ Erfahrung und Denken Bd. 71. Berlin: Duncker & Humblot 1989.
- Weder Tränen noch Logik. Über die Zugänglichkeit fiktionaler Welten In: Uta Klein, Katja Mellmann und Steffanie Metzger (Hg.): Heuristiken der Literaturwissenschaft. Einladung zu disziplinexternen Perspektiven auf Literatur. Paderborn 2006.
- Kontrafaktische Imaginationen in der Hermeneutik und in der Lehre des Testimoniums (PDF; 2,1 MB) Gekürzte Fassung in L.D., Carlos Spoerhase und Dirk Werle (Hg.): Begriffe, Metaphern und Imaginationen in der Wissenschaftsgeschichte. Erscheint Wiesbaden 2009.
- Schleiermacher und die Hermeneutik (PDF; 794 kB) Gekürzte Fassung in: Annette B. Baertschi und Colin G. King (Hg.): Die modernen Väter der Antike. Die Entwicklung der Altertumswissenschaften an Akademie und Universität im Berlin des 19. Jahrhunderts. Berlin/New York 2009, S. 211–276.
- Hermeneutiken. Bedeutung und Methodologie. Berlin/New York 2018.